# 汉口警世堂
汉口警世堂是基督复临安息日会在中国武汉设立的主要教堂，也是该会的华中联合会所在地（下辖江西、湖南、河南、湖北4区会）。该堂位于江岸区中山大道769号，建于1930年。
1909年，基督复临安息日会由美国传教士康盛德传入汉口。1911年和禄门（F.A.Allum）任湖北区会第一任会长。1928年，该会在汉口法租界内亚尔萨罗南尼街（中山大道）巴黎街（黄兴路）路口购地，建造4层楼的礼拜堂，至1930年建成，命名为警世堂，警告世人末日快要来临。1950年，武汉的安息日会信徒共有228人。
1935年，基督复临安息日会在武昌东湖创立武汉卫生疗养院，同时在汉口警世堂斜对面的基督教青年会一楼设立门诊处。
1942年太平洋战争爆发后，美国传教士均被关押到集中营。
汉口警世堂现为江岸区城市管理执法大队一中队占用，已列为武汉市第六批二级保护优秀历史建筑。